# Файяд, Салям
Салям Файяд (араб. سلام فياض‎; род. 12 апреля 1952, по другим данным, в 1951, Западный берег реки Иордан) — палестинский политический деятель, экономист. Премьер-министр Палестинской национальной администрации (2007—2013), премьер-министр Государства Палестина в 2013 году.

## Ранняя биография
Родился в Наблусе или в деревне Дейр эль-Гусун близ Тулькарма, которые тогда находились под контролем Иордании. Окончил Американский университет в Бейруте, инженер-строитель. Получил степень PhD в области экономики в Техасском университете (США), где учился у известного экономиста Уильяма А. Барнетта.

## Финансист
Работал в Федеральном резервном банке Сент-Луиса. В 1987—1995 годах — представитель Палестины в штаб-квартире Всемирного банка в Вашингтоне. В 1996—2001 годах — представитель Международного валютного фонда в Палестине (офис в Восточном Иерусалиме). В 2001—2002 годах — руководитель отделения Арабского банка на Западном берегу реки Иордан.

## Министр финансов и политик
В июне 2002 — ноябре 2005 — министр финансов Палестинской автономии (в 2002—2003 — в правительстве Ясира Арафата, в 2003 — в правительстве Махмуда Аббаса, в 2003—2005 — в правительстве Ахмеда Куреи). Назначение Файяда было поддержано западными странами, которые считали, что он сможет навести порядок в финансах автономии. В феврале 2003 года Арафат высказывался за назначение Файяда премьер-министром, но против его кандидатуры выступили ряд лидеров Организации освобождения Палестины и ФАТХ — основной организации, входящей в состав ООП.
В ноябре 2005 года Файяд ушёл в отставку с тем, чтобы возглавить избирательный список партии «Третий путь» на выборах в Законодательное собрание Палестинской автономии, прошедших в январе 2006 года. Партия выступала за модернизацию палестинского общества, получила на выборах два мандата.

В статье российского журналиста Константина Капитонова (начало 2006) говорится, что 

одетый в безупречный костюм руководителя «эпохи глобализации», Файяд внушает доверие иностранным руководителям. Имеет неконфликтные отношения как с ХАМАС, так и с ФАТХ. Его слова звучат непривычно: «Мы должны научиться работать рационально, экономить. Нам нужно переориентировать свои приоритеты на удовлетворение запросов людей». Или: «Каждое должностное лицо должно знать свои полномочия и свои цели. Если чиновник не может их достичь, его следует уволить». Не скрывая, что израильская оккупация является главной помехой в развитии палестинских территорий, он считает необходимым, чтобы палестинцы взяли свою судьбу в собственные руки: «Не нужно искать оправданий. Сохранять существующее положение — значит, обрекать себя на поражение, на настоящую катастрофу».

Нормальные отношения Файяда с ХАМАС способствовали тому, что его считали возможным компромиссным кандидатом на пост премьер-министра автономии после победы ХАМАС на парламентских выборах 2006 года. 18 марта 2007 года он вошёл в качестве министра финансов в коалиционное правительство с участием представителей ФАТХ и ХАМАС. С июня по июль 2007 года был министром иностранных дел.

## Премьер-министр
После резкого обострения ситуации в Палестинской автономии её глава Махмуд Аббас 14 июня 2007 года уволил в отставку коалиционное правительство. 15 июня он назначил с согласия лидеров ООП и ФАТХ Саляма Файяда новым премьер-министром автономии. Прежний глава правительства, один из руководителей ХАМАС Исмаил Хания, не признал этого решения. Таким образом, Файяд из компромиссной фигуры превратился в участника конфликта на стороне ФАТХ, контролирующего Западный берег реки Иордан (ХАМАС 14 июня установил контроль над сектором Газа). В сформированном им правительстве автономии Файяд, кроме поста премьер-министра, занял должности министра финансов и министра иностранных дел.
11 апреля 2013 года подал в отставку с поста Премьер-министра Государства Палестина.